# Discografia de Soundgarden
A discografia do Soundgarden, uma banda de rock alternativo de Seattle, Washington, consiste de cinco álbuns de estúdio, duas compilações, cinco extended plays (EP), e dezoito singles. Esta lista não inclui material gravado pelos membros do Soundgarden com Skin Yard, Temple of the Dog, Pearl Jam, Hater, Wellwater Conspiracy, ou Audioslave.
Soundgarden foi formado em 1984 pelo vocalista Chris Cornell, guitarrista Kim Thayil, e baixista Hiro Yamamoto. A posição de baterista era originalmente preenchida por Cornell, entretanto em 1986, Matt Cameron se tornou o baterista permanente da banda. O grupo assinou com a gravadora independente Sub Pop e lançou os EPs Screaming Life e Fopp em 1987 e 1988, respectivamente. Em 1988, a banda assinou com o legendário selo punk SST Records e lançou seu álbum début, Ultramega OK. O grupo subsequentemente assinou com a A&M Records, tornando-se a primeira banda grunge a assinar com uma grande gravadora. Em 1989, a banda lançou seu primeiro álbum por uma grande gravadora, Louder Than Love.
Em 1990, a banda teve a adição de um novo baixista, Ben Shepherd. A nova formação lançou Badmotorfinger em 1991. O álbum levou a banda à um novo nível de sucesso comercial, e o Soundgarden se encontrou no meio de popularidade súbita e atenção sendo prestada à cena musical de Seattle. O próximo álbum do grupo seria o de maior sucesso.Superunknown, lançado em 1994, estreou na primeira posição da Billboard 200 e lançou diversos singles de sucesso.1996, a banda lançou seu quinto álbum de estúdio, Down on the Upside; enquanto bem sucedido, a turnê acabou por ser a última da banda. Em 1997, a banda acabou devido a brigas internas quanto a sua direção criativa. Soundgarden vendeu cerca de 25 milhões de discos nos Estados Unidos, e mais de 40 milhões de álbuns ao redor do mundo.

## Álbuns de estúdio
| 1988                                                 | Ultramega OK - Lançado: 31 de outubro de 1988 - Gravadora: SST - Formatos: CD, cassete (CS), LP | —   | —  | 83 | 67 | —  | 74 | —  | 98 | —  | —  | 72 | RIAA: OuroBPI: Prata                                              |
| 1989                                                 | Louder Than Love - Lançado: 5 de setembro de 1989 - Gravadora: A&M - Formatos: CD, CS, LP       | 108 | —  | —  | 55 | —  | 69 | —  | 91 | —  | 93 | 78 | RIAA: PlatinaCRIA: Ouro                                           |
| 1991                                                 | Badmotorfinger - Lançado: 8 de outubro de 1991 - Gravadora: A&M - Formatos: CD, CS, LP          | 39  | 27 | 41 | 30 | 26 | 56 | 43 | 73 | 16 | 50 | 28 | RIAA: 4× Platina CRIA: 3× PlatinaARIA: Platina BPI: Ouro          |
| 1994                                                 | Superunknown - Lançado: 9 de março de 1994 - Gravadora: A&M - Formatos: CD, CS, LP              | 1   | 1  | 12 | —  | 2  | 13 | 11 | 5  | 1  | 3  | 4  | RIAA: 9× Platina CRIA: 8× PlatinaARIA: 5× Platina BPI: 2× Platina |
| 1996                                                 | Down on the Upside - Lançado: 21 de maio de 1996 - Gravadora: A&M - Formatos: CD, CS, LP        | 2   | 1  | 19 | 18 | 4  | 15 | 12 | 6  | 1  | 3  | 7  | RIAA: 6× Platina CRIA: 6× Platina ARIA: 3× Platina BPI: Platina   |
| 2012                                                 | King Animal - Lançado: 13 de novembro de 2012 - Gravadora: Republic Records - Formatos: CD      | 5   | 6  | 18 | 17 | 6  | 10 | 20 | 13 | 4  | 20 | 18 | RIAA: OuroCRIA: Ouro                                              |
| "—" denota lançamentos que não entraram nas paradas. |                                                                                                 |     |    |    |    |    |    |    |    |    |    |    |                                                                   |

## EPs
| Ano  | Detalhes do álbum | Certificações |
| ---- | --- | ------------- |
| 1987 | Screaming Life - Lançado: Outubro de 1987 - Gravadora: Sub Pop - Formatos: CS, LP                                                            |               |
| 1988 | Fopp - Lançado: Agosto de 1988 - Gravadora: Sub Pop - Formato: LP                                                                            |               |
| 1990 | Loudest Love - Lançado: Outubro de 1990 - Gravadora: A&M - Formato: CD                                                                       |               |
| 1992 | Satanoscillatemymetallicsonatas (SOMMS) - Lançado 23 de junho de 1992 - Gravadora: A&M - Formato: CD com edições limitadas de Badmotorfinger |               |
| 1995 | Songs from the Superunknown - Lançado: 21 de novembro de 1995 - Gravadora: A&M - Formato: CD                                                 | RIAA: Ouro    |

## Compilações
| 1990                                                 | Screaming Life/Fopp - Lançado: 11 de maio de 1990 - Gravadora: Sub Pop - Formatos: CD, CS | —  | —  | —  | —  | RIAA: Ouro    |
| 1993                                                 | Foreshocks - Lançado: 18 de março de 1993 - Gravadora: A&M - Formatos: CD, CS             | 63 | 39 | 6  | 90 | RIAA: Ouro    |
| 1997                                                 | A-Sides - Lançado: 4 de novembro de 1997 - Gravadora: A&M - Formatos: CD, CS              | 24 | 20 | 97 | 87 | RIAA: Platina |
| "—" denota lançamentos que não entraram nas paradas. |                                                                                           |    |    |    |    |               |

## Singles
| 1987 | "Hunted Down"                | —  | —  | —  | —  | —  | —  | —  | —  | —  | —  | Screaming Life EP              |  |  |  |  |  |  |  |  |  |  |  |  |  |  |  |  |  |  |
| 1988 | "Flower"                     | —  | —  | —  | —  | —  | —  | —  | —  | —  | —  | Ultramega Ok                   |  |  |  |  |  |  |  |  |  |  |  |  |  |  |  |  |  |  |
| 1988 | "Beast"                      | —  | —  | —  | —  | —  | —  | —  | —  | —  | —  | Ultramega Ok                   |  |  |  |  |  |  |  |  |  |  |  |  |  |  |  |  |  |  |
| 1989 | "Loud Love"                  | 90 | —  | —  | —  | —  | —  | —  | —  | —  | 87 | Louder Than Love               |  |  |  |  |  |  |  |  |  |  |  |  |  |  |  |  |  |  |
| 1989 | "Hands All Over"             | —  | —  | —  | —  | —  | —  | —  | —  | —  | 82 | Louder Than Love               |  |  |  |  |  |  |  |  |  |  |  |  |  |  |  |  |  |  |
| 1990 | "Get On The Snake"           | —  | —  | —  | —  | —  | —  | —  | —  | —  | —  | Louder Than Love               |  |  |  |  |  |  |  |  |  |  |  |  |  |  |  |  |  |  |
| 1990 | "Room a Thousand Years Wide" | —  | —  | —  | —  | —  | —  | —  | —  | —  | 98 | Single fora de álbum           |  |  |  |  |  |  |  |  |  |  |  |  |  |  |  |  |  |  |
| 1991 | "Jesus Christ Pose"          | —  | —  | —  | —  | —  | —  | —  | —  | —  | 30 | Badmotorfinger                 |  |  |  |  |  |  |  |  |  |  |  |  |  |  |  |  |  |  |
| 1991 | "Birth Ritual"               | 44 | —  | —  | —  | —  | —  | —  | —  | —  | 34 | Badmotorfinger                 |  |  |  |  |  |  |  |  |  |  |  |  |  |  |  |  |  |  |
| 1991 | "Outshined"                  | 25 | —  | 76 | 56 | —  | —  | —  | —  | —  | 42 | Badmotorfinger                 |  |  |  |  |  |  |  |  |  |  |  |  |  |  |  |  |  |  |
| 1992 | "Rusty Cage"                 | 30 | —  | 80 | 43 | —  | —  | —  | —  | —  | 41 | Badmotorfinger                 |  |  |  |  |  |  |  |  |  |  |  |  |  |  |  |  |  |  |
| 1993 | "Bury My Head In Sand"       | 28 | —  | —  | —  | —  | —  | —  | —  | —  | —  | Foreshocks                     |  |  |  |  |  |  |  |  |  |  |  |  |  |  |  |  |  |  |
| 1994 | "Neverchange"                | 3  | 4  | 11 | 9  | 31 | 23 | 37 | 19 | 29 | 15 | Superunknown                   |  |  |  |  |  |  |  |  |  |  |  |  |  |  |  |  |  |  |
| 1994 | "Dirty Candy"                | 1  | 2  | 4  | 3  | 17 | 11 | 20 | 6  | 27 | 7  | Superunknown                   |  |  |  |  |  |  |  |  |  |  |  |  |  |  |  |  |  |  |
| 1994 | "The Day I Tried to Live"    | 10 | 25 | 63 | 49 | —  | —  | —  | —  | —  | 42 | Superunknown                   |  |  |  |  |  |  |  |  |  |  |  |  |  |  |  |  |  |  |
| 1994 | "Black Hole Sun"             | 1  | 2  | 6  | 5  | 26 | 7  | 25 | 22 | 19 | 12 | Superunknown                   |  |  |  |  |  |  |  |  |  |  |  |  |  |  |  |  |  |  |
| 1994 | "A Broom"                    | 5  | 9  | 21 | 21 | 20 | 14 | 39 | 39 | 30 | 19 | Superunknown                   |  |  |  |  |  |  |  |  |  |  |  |  |  |  |  |  |  |  |
| 1995 | "Fell on Black Days"         | 4  | 13 | 52 | 66 | —  | —  | —  | 38 | —  | 24 | Superunknown                   |  |  |  |  |  |  |  |  |  |  |  |  |  |  |  |  |  |  |
| 1995 | "My Wave"                    | 11 | 18 | 50 | 66 | —  | —  | —  | 46 | —  | —  | Songs From The Superunknown EP |  |  |  |  |  |  |  |  |  |  |  |  |  |  |  |  |  |  |
| 1997 | "Blow Up The Outside World"  | 1  | 8  | 76 | 89 | —  | —  | —  | 69 | —  | 40 | Down on the Upside             |  |  |  |  |  |  |  |  |  |  |  |  |  |  |  |  |  |  |
| 1997 | "Out Of My Skin"             | 9  | 10 | 21 | 19 | 44 | —  | —  | 33 | —  | 15 | A-Sides                        |  |  |  |  |  |  |  |  |  |  |  |  |  |  |  |  |  |  |
| 1997 | "Spoonman"                   | 3  | 9  | 23 | 12 | —  | 23 | 37 | 10 | 37 | 20 |                                |  |  |  |  |  |  |  |  |  |  |  |  |  |  |  |  |  |  |
| 1997 | "Burden in My Hand"          | 1  | 1  | 7  | 4  | 28 | 13 | 32 | 11 | 33 | 13 |                                |  |  |  |  |  |  |  |  |  |  |  |  |  |  |  |  |  |  |
| 1997 | "Pretty Noose"               | 4  | 2  | 22 | 43 | —  | —  | —  | 18 | 42 | 40 |                                |  |  |  |  |  |  |  |  |  |  |  |  |  |  |  |  |  |  |
| 1997 | "Burden In My Hand"          | 1  | 2  | 57 | 9  | —  | —  | —  | 36 | —  | 33 |                                |  |  |  |  |  |  |  |  |  |  |  |  |  |  |  |  |  |  |
| 1997 | "Bleed Together"             | 1  | 5  | 34 | 3  | 36 | —  | —  | 24 | 38 | 26 |                                |  |  |  |  |  |  |  |  |  |  |  |  |  |  |  |  |  |  |
| 1997 |                              |    |    |    |    |    |    |    |    |    |    |                                |  |  |  |  |  |  |  |  |  |  |  |  |  |  |  |  |  |  |
| 2010 | "Black Rain"                 | 21 | —  | 79 | 44 | —  | —  | —  | —  | —  | 28 |                                |  |  |  |  |  |  |  |  |  |  |  |  |  |  |  |  |  |  |

- I↑  "Rhinosaur" nunca foi lançado como um single, mas entrou nas paradas quando lançado como um B-side do single "Ty Cobb".

## B-sides
| 1987                                            | "Hunted Down"                | —    | "Nothing to Say"         | Originalmente lançada em Screaming Life.                                |
| 1990                                            | "Hands All Over"             | AUS  | "Big Bottom (Live)"      | Regravação de Spinal Tap, gravada ao vivo no The Whisky em Los Angeles. |
| 1990                                            | "Hands All Over"             | RU   | "Come Together"          | Regravação de The Beatles.                                              |
| 1990                                            | "Hands All Over"             | RU   | "Heretic"                | Originalmente lançada em Deep Six.                                      |
| 1990                                            | "Hands All Over"             | RU   | "Big Dumb Sex"           | Originalmente lançada em Louder Than Love.                              |
| 1990                                            | "Room a Thousand Years Wide" | —    | "HIV Baby"               | Originalmente lançada em Born to Choose.                                |
| 1991                                            | "Jesus Christ Pose"          | RU 1 | "Into the Void (Sealth)" | Releitura de Black Sabbath, letras de Chefe Sealth.                     |
| 1991                                            | "Jesus Christ Pose"          | RU 1 | "Somewhere"              |                                                                         |
| 1991                                            | "Jesus Christ Pose"          | RU 1 | "Stray Cat Blues"        | Releitura de Rolling Stones.                                            |
| 1991                                            | "Jesus Christ Pose"          | RU 2 | "Stray Cat Blues"        | Releitura de Rolling Stones.                                            |
| "—" indica que há somente uma versão do single. |                              |      |                          |                                                                         |

## Vídeos
| Ano  | Detalhes do vídeo                                                              | Melhor posição E.U.A. |
| ---- | ------------------------------------------------------------------------------ | --------------------- |
| 1990 | Louder Than Live - Lançado: 22 de maio de 1990 - Gravadora: A&M - Formato: VHS | 15                    |
| 1992 | Motorvision - Lançado: 17 de novembro de 1992 - Gravadora: A&M - Formato: VHS  | 25                    |

## Videoclipes
| Ano  | Título                                | Diretor                  |
| ---- | ------------------------------------- | ------------------------ |
| 1988 | "Flower"                              | Mark Miremont            |
| 1989 | "Loud Love"                           | Kevin Kerslake           |
| 1990 | "Hands All Over"                      | Kevin Kerslake           |
| 1991 | "Jesus Christ Pose"                   | Eric Zimmerman           |
| 1991 | "Outshined"                           | Matt Mahurin             |
| 1991 | "Outshined" (Versão canadense)        |                          |
| 1992 | "Rusty Cage"                          | Eric Zimmerman           |
| 1994 | "Spoonman"                            | Jeffrey Plansker         |
| 1994 | "The Day I Tried to Live"             | Matt Mahurin             |
| 1994 | "Black Hole Sun"                      | Howard Greenhalgh        |
| 1994 | "My Wave"                             | Henry Shepherd Doug Pray |
| 1994 | "Fell on Black Days"                  | Jake Scott               |
| 1996 | "Pretty Noose"                        | Frank Kozik              |
| 1996 | "Pretty Noose" (Versão internacional) | Henry Shepherd           |
| 1996 | "Burden in My Hand"                   | Jake Scott               |
| 1996 | "Blow Up the Outside World"           | Gerald Casale            |

## Trilhas sonoras
Soundgarden teve algumas de suas canções incluídas em trilhas sonoras:
| Canção              | Ano  | Álbum                                           | Comentários                                             |
| ------------------- | ---- | ----------------------------------------------- | ------------------------------------------------------- |
| "Get on the Snake"  | 1989 | trilha sonora para Lost Angels                  | Mais tarde lançada em Louder Than Love.                 |
| "Heretic"           | 1990 | trilha sonora para Pump Up the Volume           | Originalmente lançada em Deep Six.                      |
| "Birth Ritual"      | 1992 | trilha sonora para Vida de Solteiro             | Mais tarde lançada como b-side de "Fell On Black Days". |
| "Outshined"         | 1991 | trilha sonora para True Romance                 | Originalmente lançada em Badmotorfinger.                |
| "Jesus Christ Pose" | 1994 | trilha sonora para S.F.W.                       | Originalmente lançada em Badmotorfinger.                |
| "Live To Rise"      | 2012 | trilha sonora para The Avengers (Os Vingadores) | Lançada exclusivamente para The Avengers.               |

Outras, apesar de serem executadas durante o filme, não constam no álbum oficial de trilha sonora:
| Canção     | Ano  | Filme            | Comentários                         |
| ---------- | ---- | ---------------- | ----------------------------------- |
| "Spoonman" | 1992 | Vida de Solteiro | Mais tarde lançada em Superunknown. |

## Coletâneas diversas
- 1985 - Deep Six (C/Z Records)
- 1988 - Sub Pop 200 (Sub Pop)
- 1993 - No Alternative (Arista)
- 1993 - Born to Choose (Rykodisc)
- 1994 - Alternative NRG (Hollywood Records)
- 1996 - Home Alive (Epic Records)